# Квітневе (Золотоніський район)
Квітневе (до 18 лютого 2016 — Радгоспне) — селище в Україні, у Золотоніському районі Черкаської області. Входить до складу Зорівської сільської громади. Населення — 195 чоловік (на 2001 рік).

## Історія
Село постраждало внаслідок геноциду українського народу, проведеного окупаційним урядом СРСР 1932–1933 та 1946–1947 роках.
20 серпня 2015 року Драбівська районна рада ухвалила рішення щодо перейменування селища Радгоспне у Квітневе. Рішення було направлене до Черкаської обласної ради, яка згідно зі своїм рішенням від 17 вересня звернулась до Верховної ради України щодо перейменування селища.
Селище Радгоспне перейменовано на Квітневе постановою Верховної Ради 4 лютого 2016 року.

## Населення

### Мова
Розподіл населення за рідною мовою за даними перепису 2001 року:
| Мова       | Кількість | Відсоток |
| ---------- | --------- | -------- |
| українська | 184       | 94.36%   |
| російська  | 6         | 3.08%    |
| білоруська | 5         | 2.56%    |
| Усього     | 195       | 100%     |